# Dones a la dinastia Song
Les dones a la dinastia Song ocupaven un paper particular pel seu gènere però també depenia fortament de la classe social. Van guanyar per en l'esfera domèstica, en un món on els nens eren fortament valorats com a mitjà per estendre la influència familiar, i tenien més possibilitats de formar-se. Van perdre, tanmateix, pes a l'esfera pública.

## El rol a la família
La societat xinesa durant la dinastia Song seguia el model familiar del confucianisme, segons el qual el pare era la màxima autoritat i un reflex del poder de l'emperador sobre la societat. En conseqüència la dona depenia del seu pare i posteriorment del seu marit, qui tenia dret a castigar-la si no es comportava segons els ideals morals acceptats. El seu paper principal era el de ser esposa i mare. Es preferia una descendència nombrosa per poder assegurar la influència del llinatge a través de nous vincles de fidelitat i obediència, creats amb els matrimonis dels fills. Com que no es practicava la primogenitura a l'herència de bens, tots els descendents podien incrementar el prestigi familiar. L'increment del rol domèstic va portar unit una disminució en la participació en la vida pública. Tot i que nombroses dones influïen en la política a través dels consells a marits i fills, elles no eren membres directes en la gestió administrativa de l'imperi.

## El matrimoni
El matrimoni era sempre concertat per interessos polítics i econòmics. L'aspiració del cap de la família era casar les seves filles amb funcionaris imperials o membres de la reialesa per poder garantir privilegis en l'administració del patrimoni, tracte preferent als judicis i prestigi social. Les dones, per reforçar el futur rol domèstic, van començar a adoptar un costum de les ballarines, l'embenat de peus. Els peus petits les obligaven a caminar a poc a poc, garantint una mobilitat restringida, física i simbòlica, a part d'augmentar el seu atractiu per als pretendents. La dona aportava un dot a la nova parella que servia de reclam per als candidats, un aspecte que va guanyar en importància durant el període Song. Els homes casats podien viure amb els sogres i altres ascendents a la mateixa casa i la família d'acollida era superior a la pròpia, és a dir, no sempre era la dona qui es mudava de domicili després del matrimoni.
Es permetia el divorci sempre que fos acordat entre les dues parts i en aquest cas la dona podia tornar a casar-se, també en cas de quedar vídua, per entrar a formar part de la protecció d'una nova família. Més rarament es tornava al nucli del pare, com sí passaria en èpoques posteriors, on es considerava immoral que una dona mantingués relacions sexuals, encara que fos dins del matrimoni, amb més d'un home i, per tant, les noies tornaven amb el seu pare o es quedaven amb la família política si havien tingut ja fills. Es permetia igualment mantenir concubines, usualment dones més joves per poder garantir més fills. La rivalitat entre els clans de les diferents esposes era constant, amb canvis de jerarquia segons la voluntat del cap de família o dels lligams que poguessin establir a l'àmbit polític.

## Educació
El període Song va fomentar la cultura a les classes altes, incloses les dones. S'esperava d'elles que poguessin gaudir de la poesia i crear versos propis, on es primava la delicadesa. Administraven el patrimoni familiar, especialment el servei i les terres, mentre els homes es dedicaven més a l'esfera pública. A les classes mitjanes, les dones regentaven els seus propis negocis, per als quals necessitaven de vegades formació específica, assolida amb un aprenentatge informal familiar. Els comerços on més presència tenien era els d'hostaleria i restauració, el sector tèxtil (especialment el de la seda) i la salut, en el paper tradicional de llevadores. Algunes dones decidien dedicar-se més formalment a l'estudi i llavors s'apropaven al budisme, que acceptava monges en igualtat intel·lectual amb els monjos. L'educació elemental es duia a terme, però, sempre a casa, on germans i germanes s'ensenyaven a llegir i escriure i des d'allà s'esperava que la curiositat portés a buscar més formació de manera autodidacta. Només els homes que havien de servir a l'exèrcit o com a funcionaris rebien una instrucció formal en institucions específiques. Aquesta educació a la llar comprenia només les classes superiors i urbanes (les ciutats van créixer molt durant el període Song gràcies al comerç), ja que a les classes inferiors o al món rural les dones continuaven mancades d'accés a la cultura com en èpoques anteriors.